# Xã Richland, Quận Wapello, Iowa
Xã Richland (tiếng Anh: Richland Township) là một xã thuộc quận Wapello, tiểu bang Iowa, Hoa Kỳ. Năm 2010, dân số của xã này là 726 người.